# Xəzər Sumqayıt
Xəzər Sumqayıt was een Azerbeidzjaanse voetbalclub uit de stad Sumqayıt.

## Geschiedenis
De club werd in 1960 opgericht als Metalloerg Soemgajyt, volgens de toenmalige Russische spelling. De club begon meteen in de tweede klasse van de toenmalige Sovjet-Unie. Na twee seizoenen moest de club de volgende jaren van start in de derde klasse. In 1967 werd de club kampioen en promoveerde terug naar de tweede klasse. Na twee plaatsen in de middenmoot werd de club in 1970 door een competitiehervorming terug naar de derde klasse verwezen. 
Na het uiteenvallen van de Sovjet-Unie werd de Azerbeidzjaanse naam aangenomen. De club ging van start in de nieuwe Azerbeidzjaanse competitie en werd in het eerste seizoen meteen vicekampioen achter Neftçi Bakoe. Het volgende seizoen werden ze opnieuw vicekampioen, nu achter FK Qarabağ. Nadat de club hierna nog vierde werd volgende in 1995 een degradatie. Na één seizoen kon de club terugkeren en speelde daarna nog vier seizoenen in de hoogste klasse. Door financiële problemen trok de club zich voor de start van seizoen 2000/01 terug uit de competitie. In 2004 werd de club ontbonden. 

## Naamswijzigingen
- 1960 — Metalloerg Soemgajyt
- 1961 — Temp Soemgajyt
- 1963 — Chimik Soemgajyt
- 1964 — Polad Soemgajyt
- 1974 — Chazar Soemgajyt
- 1987 — VoschodSoemgajyt
- 1988 — Chazar Soemgajyt
- 1992 — Xəzər Sumqayıt
- 1997 — Xəzər Sumqayıt
- 1999 — Kimyaçı Sumqayıt
- 2001 — Xəzər Sumqayıt